# Calathea martinicensis
Calathea martinicensis là một loài thực vật có hoa trong họ Marantaceae. Loài này được Urb. mô tả khoa học đầu tiên năm 1917.